# Meditação (canção)
"Meditação" e uma canção de bossa nova compostar por Antônio Carlos Jobim e Newton Mendonça. A versão em inglês tem letra por Norman Gimbel. Em Finlândia, a canção foi gravada em 1963 pelo Olavi Virta com letra por Saukki sob o título "Hymy, kukka ja rakkaus". Erkki Liikanen gravou a música em 1967 com letra por Aarno Raninen sob o título "Taas on hiljaisuus".
Pat Boone lanço esta música como single em 1963, atingido a posição 91 na parada americana Hot 100 da Billboard. Claudine Longet gravou a música para álbum debut na A&M Claudine (1967) e foi o primeiro single dela para a gravadora. O single alcançou a posição numero #98 na Hot 100.

## Desempenho nas tabelas musicais
Versão do Pat Boone
| Chart (1960)                       | Peak position |
| ---------------------------------- | ------------- |
| Estados Unidos (Billboard Hot 100) | 91            |